# Ulica Milašenkova
Ulica Milašenkova (in russo: Улица Милашенкова) è una stazione della monorotaia di Mosca. Inaugurata nel 2004, la stazione serve il quartiere di Butyrskij ed è situata a poca distanza dalla stazione di Fonvizinskaja, lungo la Linea 10 della metropolitana.